# Walzbachtal

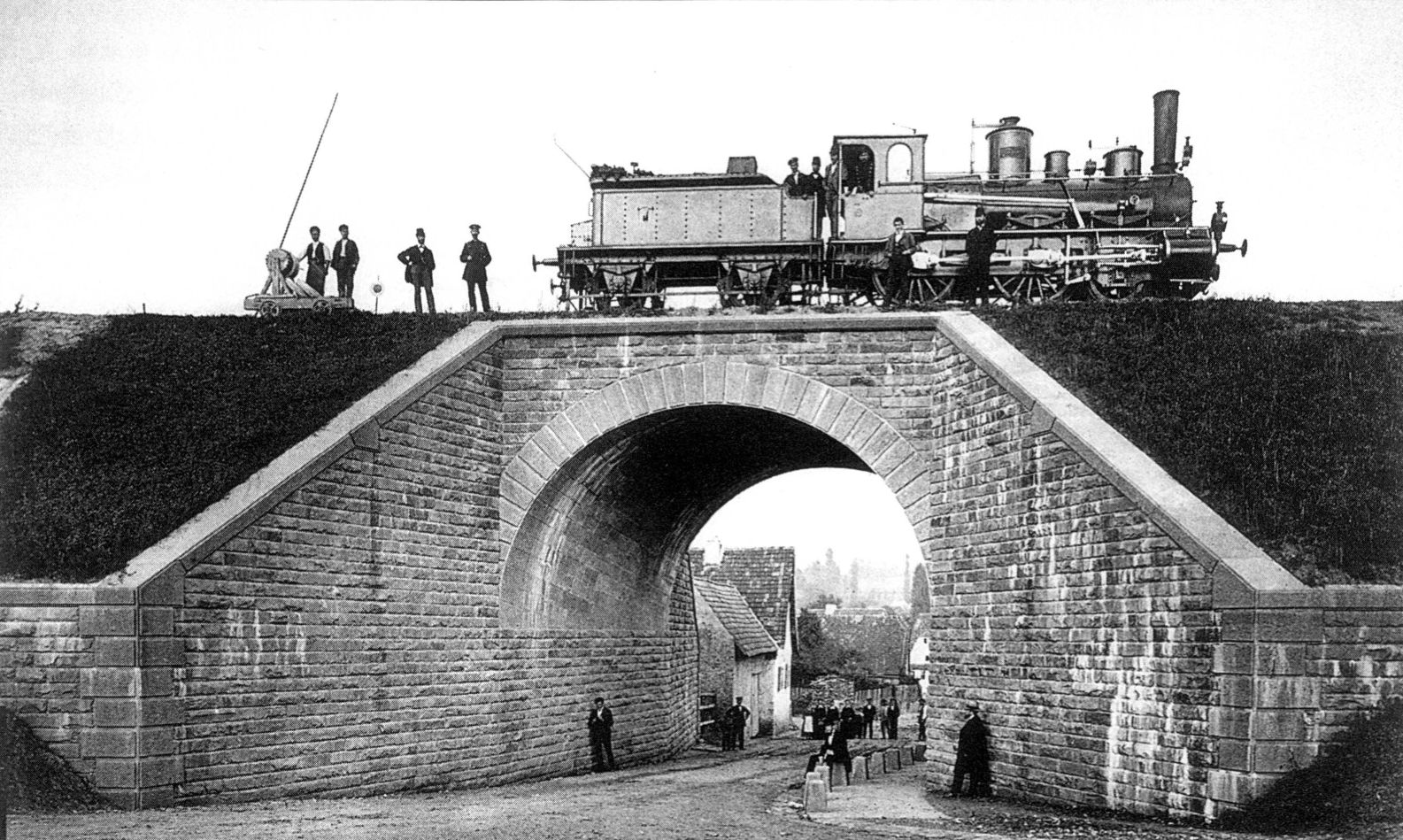
Giao cắt Kraichgaubahn và đường bộ ở Jöhlingen, 1879

Walzbachtal là một đô thị ở tây bắc Karlsruhe trong bang Baden-Württemberg, Đức. Đô thị này có diện tích 36,72 km², dân số thời điểm 31 tháng 12 năm 2006 là 9042 người.